# Pierre Boulez

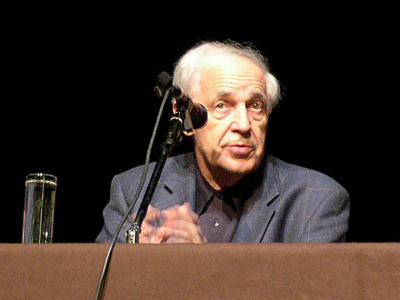
Pierre Boulez, em 2004

Pierre Boulez (Montbrison, Loire, 26 de março de 1925 — Baden Baden, 5 de janeiro de 2016) foi um maestro, pedagogo musical, ensaísta e compositor francês de música erudita. Foi uma personalidade influente no cenário musical e intelectual francês contemporâneo.

## Vida e música

### Primeiros anos
Inicialmente estudou matemática em Lyon, antes de dedicar-se à música no Conservatório de Paris sob a direção de Olivier Messiaen e Andrée Vaurabourg (esposa de Arthur Honegger). Estudou dodecafonismo com René Leibowitz e continuou a escrever música atonal num estilo serial pós-weberniano.
Os primeiros frutos disso foram suas cantatas "Le visage nuptial" e "Le soleil des eaux", para vozes femininas e orquestra (ambas compostas no final da década de 1940 e revisadas muitas vezes desde então), assim como a Segunda Sonata para Piano de 1948, uma obra de 32 minutos bem recebida pela crítica, que Boulez compôs na idade de 23 anos. A partir daí, Boulez foi influenciado pela pesquisa de Messiaen para estender a técnica dodecafônica além do universo da organização do timbre, durações serializadas, dinâmica da música, acentos e assim por diante. Essa técnica ficou conhecida como serialismo.
Boulez rapidamente se tornou um dos líderes filosóficos do movimento pós-guerra nas artes, em favor de maior abstração e experimentação. Muitos componentes da geração de Boulez ensinaram na Escola de Verão de Nova Música em Darmstadt, Alemanha. Os assim chamados compositores da Escola de Darmstadt foram instrumentais em criar um estilo que, por algum tempo, serviu como antídoto para a música de fervor nacionalista; um estilo internacional, mesmo cosmopolita, que não podia ser cooptado como propaganda, da mesma maneira que os nazistas utilizavam, por exemplo, a música de Ludwig van Beethoven. Boulez esteve em contato com muitos compositores jovens que se tornariam muito influentes, entre eles John Cage.

### Serialismo
As obras de Boulez totalmente serializadas incluem Polyphonie X, (1951) para 18 instrumentos, e Structures I, para dois pianos. Essa última obra obteve relativo sucesso, e parece ter resumido os sentimentos da hora zero na Europa, durante os primeiros anos cinqüenta. Structures foi também ponto de inflexão para Boulez. Como uma das obras mais visivelmente serializadas em sua totalidade, serviu de archote de iluminação para diversas espécies de criticismo. György Ligeti, por exemplo, publicou artigo em Die Reihe, em que examinava os padrões de duração, dinâmica e timbre da obra, e chegou à conclusão que um timbre único não encaixava no modelo, que ele então continuava a questionar em exasperante detalhamento. Essas críticas, combinadas com o que Boulez sentia, foram uma falta de flexibilidade expressiva na linguagem, como ele delineou em seu ensaio "Para o mais longínquo alcance do país fértil", levaram Boulez a refinar sua linguagem composicional. Ele destilou o sentimento de total serialização para dentro de música mais sutil e fortemente gestual, e manteve secretos seus métodos de composição, para prevenir pessoas como Ligeti de discutir sua técnica, em lugar de focar no conteúdo de sua música. A mais forte aquisição de Boulez nesse método é sua obra-prima Le marteau sans maître para conjunto e voz, de 1953-1957, uma das poucas obras de música avançada dos anos 1950 a manter-se no repertório. Le marteau foi síntese surpreendente e revolucionária das muitas diferentes correntes na música moderna, da mesma forma que parece englobar os mundos sonoros do jazz moderno, o gamelão balinês, músicas tradicionais africanas, e melodias tradicionais japonesas. Parece ter sido poderosamente relevante e cosmopolita, e foi saudada por diversos músicos, incluindo Igor Stravinsky. Naquele tempo, Boulez pareceu controlar o discurso musical moderno. Lev Koblyakov quebrou o código dessas novas técnicas em sua tese de doutoramento de 1975-77 (agora publicado com o título "Pierre Boulez: A World of Harmony" [Um mundo de harmonia]), um feito que se poderia comparar a efetuar engenharia reversa em uma máquina complexa. (Contudo, Koblyakov acompanhou isso bem depois de que específicos matizes de técnica serial tenham-se tornado controvertidos entre os compositores; Boulez já tinha se transferido para outras pesquisas.)

### Experimentação
Depois de Le marteau sans maître, Boulez começou a fortalecer a posição dos compositores da música pós-Segunda Guerra Mundial através da regência e da divulgação. Ele também começou a considerar novos caminhos para sua própria obra. Com Pli selon pli para orquestra com soprano, ele começou a trabalhar com uma ideia de improvisação e de finais abertos. Ele considerou como o maestro deveria estar apto a 'improvisar' sobre notações vagas, tais como a fermata, e como os tocadores podiam 'improvisar' sobre durações irracionais, tais como notas adicionais. Para além disso, ele trabalhou com a ideia de deixar o ordenamento específico de movimentos ou seções de música abertos para serem escolhidos para uma noite particular de uma apresentação, uma ideia relacionada com a forma móvel de Karlheinz Stockhausen.
Curiosamente, embora as duas obras pareçam semelhantes hoje, e certamente representam a mesma impecável técnica, Pli selon pli não foi recebida tão bem quanto Le marteau. Stravinsky, por exemplo, odiava a primeira, mas amava a última. Essa é talvez mais um barômetro cultural do que reflexão sobre o trabalho em si. Durante o tempo em que Boulez estava testando essas novas ideias, aqueles colegas que nunca tinham estado inteiramente confortáveis com a proeminência de uma linguagem musical rigorosa, como György Ligeti, trouxeram um contra-argumento musical convincente para os ideais musicais de Boulez. Em uma reviravolta poética, Boulez moveu-se de um respeito irrestrito a Le marteau sans maître, significando "o martelo sem o martelador", para aparente decepção com Pli selon pli (Dobra sobre dobra), que provocou um poema de Stéphane Mallarmé sobre a exasperante impotência de um cisne, incapaz de alçar voo da superfície de um lago congelado.
Boulez foi um dos expoentes do modernismo musical do pós-guerra. A partir de 1950, começando com a Terceira Sonata para Piano (1955-), Boulez experimentou com o que ele chamou de casualidade controlada e desenvolveu seus pontos de vista sobre música aleatória nos artigos Aléa e Sonata, que queres tu de mim?. Seu uso da casualidade – que iria posteriormente empregar em composições como Eclat, Domaines e Rituel in Memoriam Bruno Maderna – é muito diferente daquele, por exemplo, utilizado por John Cage em suas obras. Enquanto na música de Cage aos executantes é-lhes dada freqüentemente a liberdade para improvisar e criar sons completamente novos, nas obras de Boulez eles somente podem escolher entre possibilidades que foram escritas em pormenores pelo compositor – um método que é frequentemente descrito como forma móvel.

### Década de 1970
Alguns críticos acusam Boulez de experimentar as modas musicais nos anos 1970, por exemplo, o Rituel para orquestra dividido em oito grupos foi visto como sob a influência do minimalismo americano. Nenhuma dessas modas pareceu encaixar bem em Boulez, e gradualmente, Boulez fecha o livro sobre esse tipo de experimentação. Algumas revisões posteriores de suas obras, tal como um ordenamento fixo para os movimentos de Pli selon pli (que previamente podia ser tocado em qualquer ordem), são vistas como reação contra a mencionada linha de crítica. Boulez pessoalmente explicou que – depois de trabalhar um pouco com a referida composição – parecia que havia, enfim, a melhor ordem: aquela que ele escolheu!
Contudo, Boulez tinha tido, antes disso, uma forte tendência a considerar todas suas peças como trabalho em andamento. Sua produção, desde a década de 1970, tinha desacelerado consideravelmente; as obras tendem a ser completadas depois de muitos anos, e algumas, como a Terceira Sonata para Piano, permanecem inacabadas, embora dois de seus planejados cinco movimentos venham sendo executados. …explosante-fixe…, (é o título da peça) é efetivamente um concerto de flauta com eletrônica/electrónica, foi a princípio escrito nos anos setenta (1970) e completamente revisado nos anos noventa 1990. Uma de suas primeiras obras Notations para piano (1945), que consistia de pequenas miniaturas, está hoje no processo de ser transformada em uma peça para orquestra, com seus diminutos movimentos para piano metamorfoseados em ciclo orquestral monolítico. No mínimo sete movimentos desse projeto foram concluídos. Boulez fez esse tipo de transformação em suas obras ao longo da carreira, outros exemplos incluem a Structures II, continuação de Structures I, alguns anos mais tarde, Anthémes para violino solo foi reelaborada com eletrônica como Anthémes 2, e Incises para piano solo explodiu em Sur Incises para três grupos de percussão.
Boulez também começou a trabalhar mais com eletrônica em sua música na década de 1970. Seguindo o caminho de figuras como Pierre Schaeffer e Edgard Varèse, ele e seus colegas (mesmo Olivier Messiaen) tinham experimentado com eletrônica nos anos 1950 (1950), mas desistiram depois de uma tentativa insatisfatória (embora Karlheinz Stockhausen tenha sido extraordinariamente exitoso com sua produção, e tenha continuado a fazer muitos e importantes avances entre os anos 1950 e 1970.
Em 1969, o presidente francês Georges Pompidou pediu a Boulez para criar e dirigir uma instituição para a exploração e desenvolvimento da música moderna. Assim surgiu o IRCAM - Instituto de Pesquisa e Coordenação Acústica/Música, onde Boulez fez avanços pioneiros na música clássica, na música eletrônica e na música por computador, e promoveu a ideia de que compositores devem trabalhar com assistentes tecnológicos, os quais tentariam tornar concretas as intenções musicais do compositor. Um exemplo desse tipo de relacionamento pode ser encontrado em sua maior obra eletrônica, Répons, para orquestra e eletrônica. Boulez trabalhou com Andrew Gerzso para criar uma obra em que a ressonância e a espacialização dos sons criados pelo conjunto fossem processados em tempo real (a música eletrônica era normalmente criada penosamente em situações controladas, e então gravada em fitas, e assim 'fixadas' em um substrato para poder fazer uma apresentação). Boulez manteve o cargo de diretor do IRCAM até 1992, mas ainda em 2004 tinha lá um escritório. O IRCAM tornou-se um dos mais bem sucedidos e famosos centros do modernismo musical,

### Últimos anos
Suas composições têm cultura musical enriquecida, e sua defesa da música moderna e pós-moderna tem sido decisiva para muitos. De 1976 a 1995, Boulez ocupou a Diretoria de Criação, técnica e linguagem na música no prestigioso Collège de France. Boulez continuou a conduzir e compor nos anos 2000. Em 2002, foi agraciado com o célebre Prêmio Glenn Gould, pelas suas contribuições para a música contemporânea. No último ano de vida assistiu à concretização de um sonho — a inauguração da casa da Filarmónica de Paris. Faleceu em Baden Baden em 5 de janeiro de 2016.

### Em Portugal
O maestro apresentou-se várias vezes em Portugal.
Pierre Boulez em 2012 esteve em destaque na programação da Casa da Música, no Porto.
Em 2001 foi condecorado em Portugal com a Grã-Cruz da Ordem de Santiago, pelo então Presidente da República Jorge Sampaio.

## Boulez como maestro
Boulez foi também um mundialmente famoso maestro, tendo dirigido a maioria das principais orquestras sinfônicas do mundo desde o final dos anos 1950. Serviu simultaneamente como Dirigente-Chefe da Orquestra Sinfônica da BBC de 1971 a 1975, e como Diretor Musical da Filarmônica de Nova York de 1971 a 1977. Foi o Principal Maestro Convidado da Orquestra Sinfônica de Chicago e na seguinte temporada como Dirigente Emeritus. Boulez notabilizou-se particularmente por suas interpretações cultivadas de clássicos do século XX: Claude Debussy, Gustav Mahler, Arnold Schoenberg, Igor Stravinsky, Béla Bartók, Anton Webern e Edgard Varèse, bem como por suas numerosas apresentações de música contemporânea. Clareza, precisão, agilidade rítmica e respeito com as intenções do compositor como anotado na partitura são as características de seu estilo de conduzir. Em 1984, ele colaborou com Frank Zappa e conduziu o Ensemble intercontemporain, que tocou três peças de Zappa. Ele nunca usa uma batuta, conduzindo com suas mãos somente. Seu repertório do século XIX focaliza Ludwig van Beethoven, Hector Berlioz, Robert Schumann e especialmente Richard Wagner.

## Boulez como escritor
Boulez foi também um escritor articulado e perceptivo sobre música. Alguns artigos — notadamente o intitulado "Schoenberg está morto" (1951) — foram deliberadamente provocativos e direcionados para causar polêmica. Outros trataram de questões da técnica e da estética em uma maneira profundamente refletiva, ainda que às vezes tortuosa ou até críptica. Esses escritos foram em sua maior parte reeditados com os títulos Notes of an Apprenticeship (em vernáculo: Notas de um aprendizado), Orientations: Collected Writings (em português: Orientações: escritos colecionados), e Boulez na Música Hoje, assim como em reedições do boletim dos compositores de Darmstadt (Alemanha) da época, o Die Reihe.

## Lista selecionada de composições
- Sonata para Piano N.º 1(1946)
- Sonata para Piano N.º 2 (1947-48)
- Polyphonie X (1951)
- Structures, Livros I et II (2 pianos, 1952 and 1961, respectivamente)
- Le marteau sans maître (para soprano, alto flauta, violão, vibrafone, xilorimba, percussão e viola, 1953-55)
- Piano Sonata N.º 3 (1955-…) (Inacabada: somente 2 de seus 5 movimentos foram publicados.)
- Pli selon pli (soprano e orquestra, 1957-62)
- Domaines (clarinete solo, 1968-69)
- Domaines (clarinete e conjunto, 1968-69)
- Cummings ist der Dichter (para coro e conjunto, 1970)
- Rituel: In Memoriam Bruno Maderna (orquestra, 1974-75)
- Messagesquisse (sete violoncelos, 1976-77)
- Notations (versão para piano em 1945, versão orquestral em 1978-…)
- Répons (dois pianos, harpa, vibrafone, sinos, címbalo, orquestra e eletrônica, 1980-84)
- "Dérive 1" (para seis instrumentos, 1984)
- Le visage nuptial (soprano, alto, coro feminino e orquestra, 1951-89)
- "Dérive 2" (para onze instrumentos, 1990)
- …explosante-fixe… (conjunto e eletrônica, primeira versão em 1972-74, segunda em 1991-93)
- Sur Incises (3 pianos, 3 harpas e 3 instrumentos de percussão e teclados, 1996-98)
- Anthèmes 2 (violino e eletrônica, 1998)
- Dialogue de l'ombre double (versão para flauta doce, Erik Bosgraaf 1985 / 2015)